# Símun Eliasen
Símun Eliasen (Fuglafjørður, 24 novembre 1974) è un ex calciatore faroese, di ruolo difensore.